# جاش دیواین
جاش دیواین (انگلیسی: Josh Devine؛ زادهٔ ۹ ژوئیهٔ ۱۹۹۱) طبل‌زن، و ترانه‌پرداز اهل بریتانیا است. وی از سال ۲۰۱۱ میلادی تاکنون مشغول فعالیت بوده است.